# 匀卷层云
匀卷层云（学名：Cirrostratus nebulosus，缩写： Cs neb 或 Cs nebu  )，又称薄幕卷层云，是卷层云的一种。匀卷层云形似面纱，但云体模糊，没有明显的细节。匀卷层云既可稀薄至几乎完全不可见的程度，也可稠密至简单可见的程度。匀卷层云常伴有日晕等大气光学现象，云体透光，可使地物有影。

## 注解
1. ↑  中国大陆标准，参考 GB/T35222-2017《地面气象观测规范 云》